# Macleod (udde)
Macleod är en udde i Antarktis. Den ligger i Västantarktis. Argentina, Chile och Storbritannien gör anspråk på området.
Terrängen inåt land är kuperad åt nordväst, men åt nordost är den platt. Havet är nära Macleod åt sydost. Trakten är obefolkad. Det finns inga samhällen i närheten. 